# Winnetou Kampmann

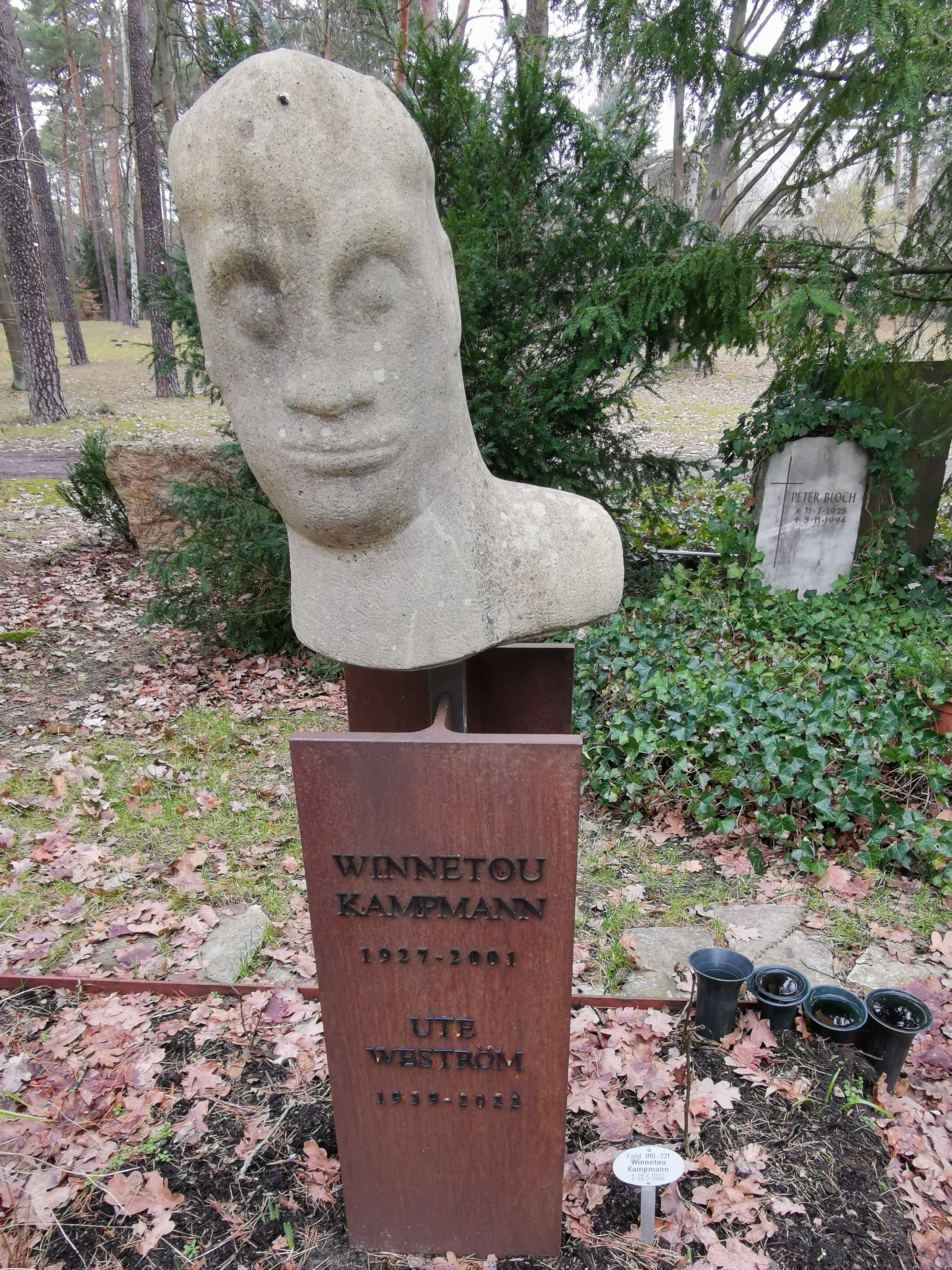
Grabstelle auf dem Waldfriedhof Zehlendorf in Berlin (Feld 10-221)

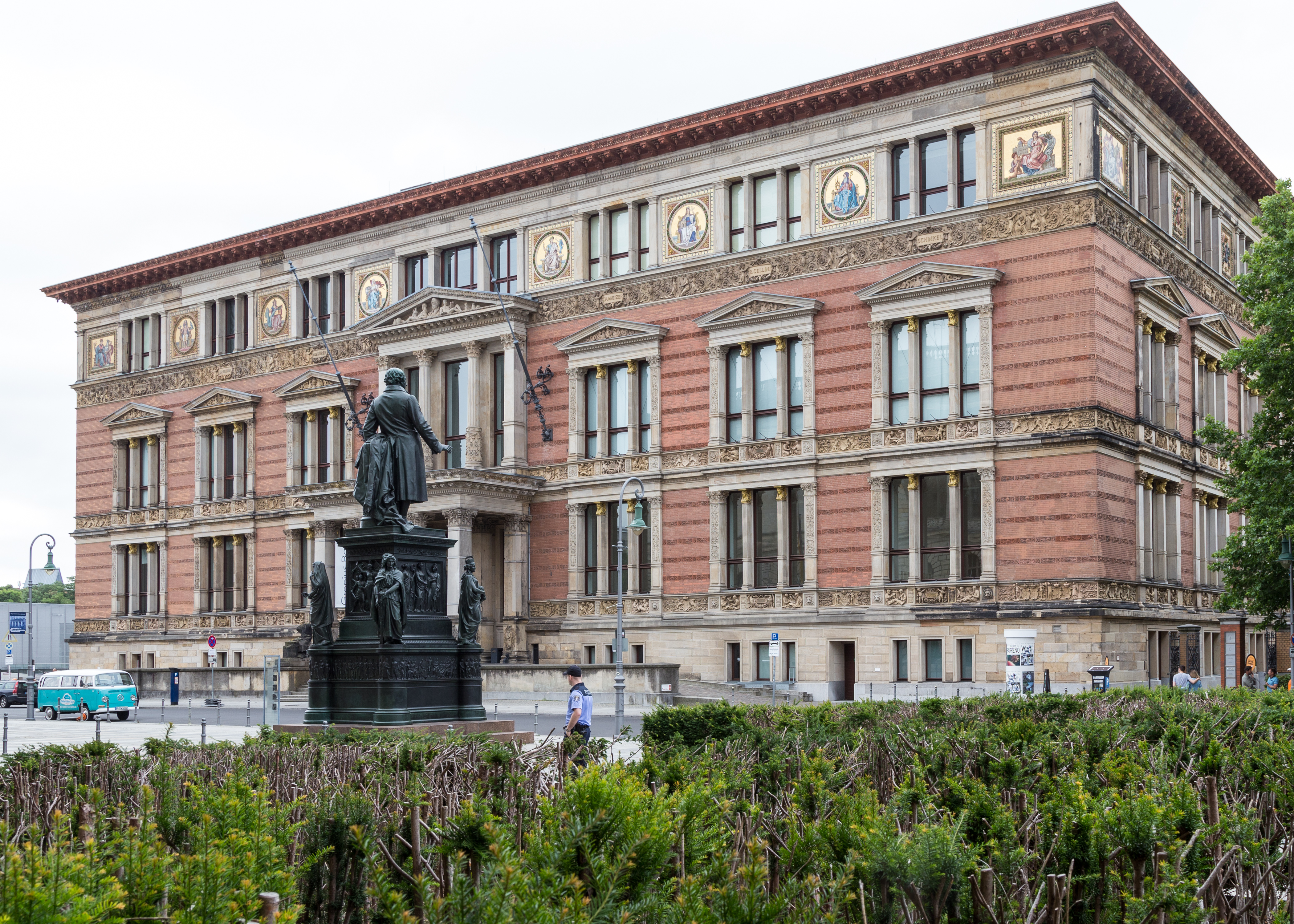
Der Martin-Gropius-Bau in Berlin nach der Wiederherstellung (Zustand 2018)

Winnetou Ulf Kampmann (* 18. Februar 1927 in Rangsdorf; † 18. Februar 2001 in Berlin) war ein deutscher Architekt und Stadtplaner, der in Berlin lebte und arbeitete.

## Leben und Werk
Winnetou Kampmann wurde 1927 als jüngster der drei Söhne von Frieda und Walter Kampmann geboren. Der Maler Walter Kampmann hatte später mit seiner zweiten Ehefrau Kat ebenfalls drei Kinder, sodass Winnetou neben seinen beiden älteren Brüdern Bodo Heinrich und Horst Egon noch drei jüngere Halbgeschwister hatte: den Bildhauer Utz Kampmann, Isa-Gabriele und die Kostümbildnerin Cornelia-Angelika Kampmann-Tennstedt. Der ungewöhnliche Vorname Winnetou geht auf die Mutter Frieda Kampmann zurück, die  Karl May sehr verehrte.
Als Architekt war Winnetou Kampmann zunächst bei Hilde Weström angestellt, unter anderem für deren Projekte bei der Internationalen Bauausstellung Interbau, 1957. Bei der Arbeit für Hilde Weström lernte Kampmann seine spätere Lebensgefährtin kennen, Ute Weström, die Tochter seiner Chefin, die ebenfalls Architektin war. Bis Anfang der 1970er Jahre war Kampmann Mitarbeiter von Günter Hönow. Danach machten sich Winnetou Kampmann und Ute Weström selbständig. Zusammen mit Weström spezialisierte sich Kampmann auf die Wiederherstellung und Umnutzung historischer Bauten, beide verbrachten den Großteil ihrer aktiven Laufbahn als Architekten mit folgenden fünf Projekten, die jeweils mehrere Jahre in Anspruch nahmen: 
1. Umbau und Wiederaufbau des ehemaligen Preußischen Kammergerichts in der Lindenstraße in Berlin-Kreuzberg von 1963 bis 1969, dort zog nach dem Umbau das Berlin-Museum ein. Federführender Architekt dieses Umbaus war Günter Hönow. Ute Weström war bis 1968 noch studentische Mitarbeiterin.[3] Heute befindet sich in diesem Gebäude ein Teil des Jüdischen Museums.
2. Im Laufe der 1970er Jahre, bis 1978, arbeitete Kampmann als Architekt für den Umbau des Theaters des Westens zum Musical-Theater.[4]
3. 1977 begannen Kampmann und Weström mit der Planung für die Wiederherstellung des Martin-Gropius-Baus. Baubeginn für das Projekt war 1978, die erste Ausstellung dort fand 1981 statt. Die Baumaßnahmen dauerten bis 1986.[5]
4. Umbau des ehemaligen Gebäudes des Garderegiments, gegenüber vom Schloss Charlottenburg, hier zog das Bröhan-Museum ein. Die Bauarbeiten begannen 1982,[6] die Eröffnung der Museumsräume fand 1983 statt.[7]
5. Von 1984 bis 1989 arbeitete Kampmann am Umbau des Hamburger Bahnhofs.

Im Auftrag des Berliner Senats entwarf Kampmann den Neubau des Stellwerks Marienfelde für die Deutsche Reichsbahn im Stil der Moderne, welches im März 1982 in Betrieb ging.
1985 planten und verwirklichten Kampmann und Weström den Umbau des Ernst-Reuter-Hauses in Berlin-Charlottenburg. Neben den Umbauten und Modernisierungen von bekannten Berliner Kulturbauten planten sie mehr als fünfhundert Sozialwohnungen in Berlin. Eine besondere Bedeutung für Berlin hat Winnetou Kampmann durch sein bürgerschaftliches Engagement. Gemeinsam mit Ute Weström richtete er 1973 eine Ausstellungshalle im Bikini-Haus ein, die er und Weström bis 1977 betrieben. Vor allem engagierte sich Kampmann bei der Gründung der Berlinischen Galerie, des Landesmuseums für moderne Kunst, Fotografie und Architektur in Berlin. Kampmann und Eberhard Roters gelten als die Gründerväter der Berlinischen Galerie. Nachdem die Berlinische Galerie 1996 in eine Stiftung öffentlichen Rechts umgewandelt worden war, wurde Kampmann Ehrenvorsitzender des Museums-Fördervereins.
Winnetou Kampmann starb an seinem 74. Geburtstag.